# 宗師葉問
《宗师叶问》（英語：Ip Man: Kung Fu Master）是一部2019年上映的中国大陆动作网络电影。本片由李立铭执导，動作導演孫飛，杜宇航、宛立若心、岳东峰、常沁源等主演，主要讲述了青年叶问在佛山的故事。于2019年12月23日在优酷视频上映。

## 演出
- 杜宇航 饰 叶问
- 王敏德 饰 三爺(斧頭幫幫主)
- 宛立若心 饰 晴川(斧頭幫幫主之女)
- 岳冬峰 饰 乔五(本名:梁贊)(葉問師叔)
- 常沁源 饰 张永成(葉問之妻)

## 制作发行
- 本片于2019年12月23日在中国大陆优酷视频以网络电影的形式上映。[1]
- 本片于2020年10月8日在台湾上映。[2][6]
- 本片于2020年11月13日在日本“Nomu Kore 2020”放映。[7]
- 本片于2021年3月在美国各流媒体平台上映，4月以DVD的形式发售。[8][9][10]